# Tân Ân Tây
Tân Ân Tây là một xã thuộc huyện Ngọc Hiển, tỉnh Cà Mau, Việt Nam.

## Địa lý
Xã Tân Ân Tây nằm ở phía bắc huyện Ngọc Hiển, có vị trí địa lý:
- Phía đông giáp xã Tam Giang Tây
- Phía tây giáp xã Viên An Đông
- Phía nam giáp thị trấn Rạch Gốc và xã Tân Ân
- Phía bắc giáp huyện Năm Căn.

Xã Tân Ân Tây có diện tích 106,48 km², dân số năm 2022 là 10.599 người, mật độ dân số đạt 99 người/km².

## Hành chính
Xã Tân An Tây được chia thành 10 ấp: Bà Thanh, Đồng Khởi, Đường Dây, Đường Kéo, Nam Nghĩa, Ông Định, Ông Quyền, Tân Lập, Tân Tiến, Tân Trung.

## Lịch sử
Ngày 25 tháng 6 năm 1999, Chính phủ ban hành Nghị định số 42/1999/NĐ-CP về việc thành lập xã Tân Ân Tây trên cơ sở 11.096 ha diện tích tự nhiên và 10.030 người của xã Tân Ân.

## Giao thông
Giao thông xã Tân Ân Tây chủ yếu là đường thủy.